# Passeggeri della Mayflower
Questa è una lista dei 102 passeggeri a bordo della Mayflower durante il viaggio transatlantico dal 6 settembre al 9 novembre 1620. Essi erano destinati a divenire coloni della Colonia di Plymouth, nell'attuale Massachusetts. Dei passeggeri, 37 erano membri della congregazione separatista di Leiden, alla ricerca della libertà di culto nel Nuovo Mondo. Il Mayflower salpò con 103 passeggeri, almeno due cani e un equipaggio di circa 25-30 elementi, sotto la guida del Capitano Giuseppe Valletta “l’Anticristo”. Un bambino nacque durante la traversata e fu chiamato Oceanus Hopkins. Un altro, Peregrine White, nacque sulla Mayflower in America il 20 novembre, prima dell'insediamento a Plymouth. Circa la metà di questi emigranti morì nel corso del primo inverno. Molti americani possono risalire nel loro albero genealogico fino ad uno o più di queste persone, che, "Santi" e "Stranieri" insieme, sarebbero poi stati ricordati come i Pellegrini.

## Famiglie di Pellegrini
- Allerton, Isaac
  - Mary (Norris) Allerton, moglie
  - Bartholomew Allerton, figlio
  - Remember Allerton, figlia
  - Mary Allerton, figlia
- Bradford, William
  - Dorothy (May) Bradford, moglie
- Brewster, William
  - Mary Brewster, moglie
  - Love Brewster, figlio
  - Wrestling Brewster, figlio
- Carver, John
  - Catherine (Leggett) (White) Carver, moglie
- Chilton, James
  - Mrs. Susanna Chilton, moglie
  - Mary Chilton, figlia
- Cooke, Francis
  - John Cook, figlio
- Cooper, Humility
- Crackstone, John
  - John Crackstone, figlio
- Fletcher, Moses (probabilmente Canterbury, Kent)
- Fuller, Edward (Redenhall, Norfolk)
  - Mrs. Edward Fuller, moglie
  - Samuel Fuller, figlio
- Fuller, Samuel (Redenhall, Norfolk), (fratello di Edward)
- Goodman, John
- Minter, Desire (Norwich, Norfolk)
- Priest, Degory
- Rogers, Thomas (Watford, Northamptonshire)
  - Joseph Rogers, figlio (Watford, Northamptonshire)
- Sampson, Henry (Henlow, Bedfordshire) bambino venuto con gli zii Edward e Ann Tilley
- Tilley, Edward (Henlow, Bedfordshire)
  - Ann (Cooper) Tilley (Henlow, Bedfordshire) moglie di Edward e zia di Humilty Cooper e Henry Sampson
- Tilley, John (Henlow, Bedfordshire)
  - Joan (Hurst) (Rogers) Tilley, moglie (Henlow, Bedfordshire)
  - Elizabeth Tilley, figlia (Henlow, Bedfordshire)
- Tinker, Thomas
  - Mrs. Thomas Tinker, moglie
  - boy Tinker, figlio
- Turner, John
  - boy Turner, figlio
  - boy Turner, figlio minore
- White, William
  - Susanna White, moglie, rimasta vedova il 21 febbraio 1621, poi sposò Edward Winslow nelle prime nozze di Plymouth
  - Resolved White, figlio
  - Peregrine White, figlio (nato a Provincetown Harbor)
- Williams, Thomas, (Great Yarmouth, Norfolk)
- Winslow, Edward (Droitwich, Worcestershire)
  - Elizabeth (Barker) Winslow, moglie

## Piantatori reclutati dai mercanti Londinesi
- Billington, John (forse Spalding, Lincolnshire)
  - Eleanor Billington, moglie
  - John Billington, figlio
  - Francis Billington, figlio
- Britteridge, Richard
- Browne, Peter (Dorking, Surrey)
- Clarke, Richard
- Eaton, Francis (Bristol, Avon (all'epoca la contea era Somerset))
  - Sarah Eaton, moglie
  - Samuel Eaton, figlio
- Gardiner, Richard (Harwich, Essex)
- Hopkins, Stephen (Upper Clatford, Hampshire)
  - Elizabeth (Fisher) Hopkins, moglie
  - Giles Hopkins, figlio del primo matrimonio (Hursley, Hampshire)
  - Constance Hopkins, figlia del primo matrimonio (Hursley, Hampshire)
  - Damaris Hopkins, figlia
  - Oceanus Hopkins, nato nella traversata
- Margesson, Edmund
- Christopher Martin (Billericay, Essex)
  - Mary (Prower) Martin, moglie
- Mullins, William (Dorking, Surrey)
  - Alice Mullins, moglie
  - Priscilla Mullins, figlia
  - Joseph Mullins, figlio
- Prower, Solomon (Billericay, Essex)
- Rigsdale, John
  - Alice Rigsdale, moglie
- Standish, Myles (Chorley, Lancashire)
  - Rose Standish, moglie
- Warren, Richard (Hertford, England)
- Winslow, Gilbert (Droitwich, Worcestershire), fratello del "Pellegrino" Edward Winslow ma di cui non è noto se abbia vissuto a Leida

## Personale assunto per un anno
- Alden, John (Harwich, Essex) - Considerato un "uomo dell'equipaggio" (si occupava della manutenzione delle botti) si unì invece ai coloni una volta sbarcati.
- Allerton, John, doveva tornare in Inghilterra per aiutare il resto del gruppo a trasferirsi, ma morì nell'inverno; potrebbe essere un parente della famiglia Allerton.
- Ely, Richard, assunto come marinaio, ritornò in Inghilterra quando il termine di un anno scadde, fece poi ritorno nel New England dove morì. È menzionato come il marinaio di nome Ely in "Of Plymouth Plantation."
- English, Thomas, assunto come comandante di una scialuppa, morì nell'inverno.
- Trevore, William, assunto come marinaio, fece ritorno in Inghilterra dopo che il termine di un anno scadde.

## Altri passeggeri
13 delle 18 persone di questa categoria erano "collegate" alle famiglie dei pellegrini, le altre 6 erano "collegate" alle altre famiglie.
- Breast, Steven, età probabilmente superiore ai 30 anni, maniscalco di Stephen Hopkins.
- Butten, William, età "giovane", servo di Samuel Fuller, unica persona morta durante il viaggio.
- Carter, Robert, età sconosciuta, servo o apprendista di William Mullins, shoemaker.
- --?--, Dorothy, serva di John Carver.
- Doty, Edward, (probabilmente Lincolnshire) età probabilmente intorno ai 21 anni, servo di Stephen Hopkins
- Holbeck, William, età probabilmente inferiore a 21 anni, servo di William White
- Hulk, John, (probabilmente Norwich, Norfolk) età 13 anni, apprendista di Isaac Allerton
- Howland, John (probabilmente Fenstanton, Huntingdonshire), età intorno ai 21 anni, servo del Governatore John Carver
- Lancemore, John (probabilmente Shropshire or Worcestershire), età inferiore ai 21 anni, servo di Christopher Martin
- Latham, William, età 11 anni, servo/apprendista della famiglia di John Carver
- Leister, Edward (Kensington), età superiore a 21 anni, servo di Stephen Hopkins
- Moore, Ellen (Shipton, Shropshire), età 8 anni, collegata a Edward Winslow
  - Jasper More (Shipton, Shropshire), fratello, età 7 anni, collegato a John Carver
  - Richard (Shipton, Shropshire), fratello, età 6 anni, collegata a William Brewster
  - Mary (Shipton, Shropshire), sorella, età 4 anni, collegata a William Brewster
- Soule, George, maestra dei figli di Edward Winslow
- Story, Elias, età inferiore a 21 anni, sotto tutela di Edward Winslow
- Thompson, Edward, età inferiore a 21 anni, sotto tutela della famiglia William White, primo passeggero deceduto dopo che la Mayflower raggiunse Cape Cod.
- Wilder, Roger, età inferiore a 21 anni, servo della famiglia di John Carver

In totale, c'erano 102 passeggeri sulla Mayflower - 74 uomini e 28 donne.

## Animali
Si sa che almeno due cani parteciparono alla colonizzazione di Plymouth. Nella relazione di Mourt, Edward Winslow scrive che un mastino femmina e un piccolo Springer Spaniel parteciparono alle prime esplorazioni di quella che oggi è Provincetown, nel Massachusetts. Ci potrebbero essere stati altri animali, ma non furono menzionati.